# ماتازو هيرانو
ماتازو هيرانو (باليابانية: 平野 又三) (مواليد 28 ديسمبر 1990)، هو لاعب كرة قدم كان يلعب كلاعب وسط.

## وصلات خارجية
- ماتازو هيرانو على موقع قاعدة بيانات كرة القدم.إي يو (الإنجليزية)
- ماتازو هيرانو على موقع Soccerway.com (الإنجليزية)
- ماتازو هيرانو على موقع عالم كرة القدم.نت (الإنجليزية)